# Metaldays
Das MetalDays war ein Metal-Musikfestival, das seit 2013 jährlich unter dem Motto „What Else Matters?“ stattfand.

## Geschichte
Begonnen hat das Festival 2002 unter dem Namen Metal Fest als eintägiges Festival in der Arena, Wien. Bereits im darauffolgenden Jahr wurde auf zwei Tage verlängert. Da sich im nächsten Jahr in Österreich kein geeigneter Standort mehr finden ließ, zog das Festival im Jahr 2004 unter dem neuen Namen Metalcamp in die Nähe der slowenischen Stadt Tolmin, wo es seither im Nationalpark Julische Alpen an den Flüssen Soča und Tolminka stattfindet und weiterhin anwächst. 2005 wurde das Festival auf drei Tage verlängert, 2007 dauerte es bereits eine Woche, wobei fünf Tage mit Bühnenmusik geplant wurden. Im Jahr 2009 waren laut Veranstalter rund 10.000 Besucher anwesend. Das Festival wurde vom österreichischen Promoter Rock The Nation und dem slowenischen Organisator Master of Metal veranstaltet.
Seit 2013 fand das Festival unter dem Namen MetalDays statt. Das Gelände und die Festivaldauer blieben dabei gleich. Neuer Veranstalter ist ArtFest. Neben einer großen Bühne für die internationalen Bands gab es auch eine Talentbühne für kleinere, oft noch unbekannte Bands, die großteils aus Österreich, Slowenien, Italien und Serbien kommen. Dies fand bis 2019 unter dem Namen New Forces während des Festivals statt. Ab 2020 sollte stattdessen direkt vor den MetalDays das New Metal Festival stattfinden. Nachdem das Festival 2020 und 2021 wegen der COVID-19-Pandemie nicht stattfinden konnte, wurde es im September 2021 endgültig abgesagt.
2023 fand das Festival in Velenje statt, da in Tolmin aufgrund von Änderungen beim Festivalgelände nur noch Festivals mit maximal 5000 Besucher stattfinden können. Im Juli 2024 wurde auf der offiziellen Internetpräsenz das Ende des Festivals bekannt gegeben.

## Line-Ups (Auswahl)

### 2002 (24. August) in Wien
Nightwish, After Forever, Hypocrisy, Sodom, Tiamat, Visions of Atlantis, Edguy, Darkwell, Vanitas, Dew-Scented, Charon, Tanqeray, Vargskriket, Seeds of Sorrow, Sanguis, Hollenthon, Impurity, Prospect, …

### 2003 (23.–24. August) in Wien
Blind Guardian, Saxon, Paradise Lost, In Flames, Napalm Death, Destruction, Amon Amarth, Within Temptation, Die Apokalyptischen Reiter, Finntroll, Amorphis, Graveworm, Naglfar, Mystic Circle, God Dethroned, Asphyxia, …

### 2004 (20.–21. August) in Tolmin
Danzig, Apocalyptica, Hypocrisy, Sentenced, Primal Fear, Destruction, Katatonia, Brainstorm, Dew-Scented, Dark Funeral, Deadsoul Tribe, Vintersorg, Fleshcrawl, Finntroll, Mnemic, Green Carnation, Prospect, Ektomorf, Belphegor, Ancient, Noctiferia, …

### 2005 (24.–26. Juni) in Tolmin
Slayer, Soulfly, Anthrax, Children of Bodom, Hammerfall, Yngwie Malmsteen, Obituary, Therion, Dissection, J.B.O., In Extremo, Kataklysm, Ektomorf, Disbelief, Morgana Lefay, The Duskfall, Graveworm, Belphegor, Hatesphere, Betzefer, Suidakra, Noctiferia, Prospect, Thunderstorm, Eminence, Mely, Forgotten Anami, …

### 2006 (21.–23. Juli) in Tolmin
Dimmu Borgir, Opeth, Amon Amarth, Kreator, Hypocrisy, Testament, My Dying Bride, Edguy, Deathstars, Kataklysm, Nevermore, Soilwork, Wintersun, Jon Olivas Pain, Gorefest, Evergrey, Decapitated, One Man Army and the Undead Quartet, Heaven Shall Burn, Cataract, Caliban, Scar Symmetry, Maroon, Mely …

### 2007 (16.–22. Juli) in Tolmin
Motörhead, Blind Guardian, Kreator, Sepultura, Doro, Satyricon, Immortal, Cradle of Filth, Dismember, Deadsoul Tribe, Pain, Ensiferum, Sodom, One Man Army and the Undead Quartet, Korpiklaani, Unleashed, Threshold, The Exploited, Converge, Die Apokalyptischen Reiter, Graveworm, Dew-Scented, Grave Digger, Sadist, Disillusion, The Vision Bleak, Born from Pain, Aborted, Animosity, Deadlock, In Slumber, Eluveitie, Krypteria, Prospect, Vreid, Leviathane, Noctiferia, Exterminator, Sardonic, Eventide, …

### 2008 (3.–9. Juli) in Tolmin
In Flames, Apocalyptica, Amon Amarth, Soilwork, Finntroll, Iced Earth, Six Feet Under, Ministry, Helloween, Tankard, Wintersun, Mercenary, Dark Fortress, Meshuggah, Marduk, Behemoth, Morbid Angel, Opeth, Rage, Korpiklaani, Brainstorm, Drone, Eluveitie, In Extremo, Mystic Prophecy, Arch Enemy, Subway to Sally, The Sorrow, Skyforger, Legion of the Damned, Carcass, Catamenia, Fear My Thoughts, Hate, Alestorm, Perishing Mankind, Gorilla Monsoon, Herfst, Biomechanical, Machinemade God, Sahg, Sybreed, October File, Penitenziagite, Zyanide, ...

### 2009 (2.–7. Juli) in Tolmin
Hatebreed, Blind Guardian, Lamb of God, Nightwish, Dimmu Borgir, Kataklysm, Destruction, My Dying Bride, Sodom, Legion of the Damned, Graveworm, Die Apokalyptischen Reiter, Sonic Syndicate, Keep of Kalessin, Hollenthon, Hackneyed, Deathstars, Kreator, Vader, Dragonforce, Death Angel, Testament, Contaminant, Belphegor, Down, Hellsaw, T.A.N.K., Napalm Death,

### 2010 (5.–11. Juli) in Tolmin
Abstinenz, Aceldama, Ashes You Leave, Behemoth, Cannibal Corpse, Demonical, DevilDriver, Enochian Theory, Eluveitie, Ensiferum, Epica, Equilibrium, Hammerfall, Heidevolk, Immortal, Insision, Insomnium, Kalmah, Leaves’ Eyes, Lujuria, Metsatöll, Omega Lithium, Sabaton, Sonata Arctica, Suicidal Angels, The Devil’s Blood, The Exploited, Zyanide

### 2011 (11.–17. Juli) in Tolmin
Accept, Airbourne, Alestorm, Amorphis, Arch Enemy, Arkona, Belphegor, Blind Guardian, Brujeria, Death Angel, Deicide, Die Apokalyptischen Reiter, In Extremo, Kalmah, Katatonia, Kreator, Legion of the Damned, Mastodon, Mercenary, Milking the Goatmachine, Moonsorrow, Moonspell, Powerwolf, Slayer, Suicidal Angels, Taake, The Ocean, Trollfest, Varg, Visions of Atlantis, Watain, Wintersun

### 2012 (5.–11. August) in Tolmin
Amon Amarth, At the Gates, Ava Inferi, Avven, Before the Dawn, The Black Dahlia Murder, Brezno, Cattle Decapitation, Dark Funeral, Doomed, Dust Bolt, Edguy, From the Depth, Eluveitie, Epica, Finntroll, The Furious Horde, Gorguts, Grand Magus, Hatebreed, Hatesphere, Heathen, Heidevolk, Incantation, Inmate, Kataklysm, Korn, Korpiklaani, Krampus, Madball, Machine Head, Metalsteel, Milking the Goatmachine, Morana, Municipal Waste, Napalm Death, Nexus Inferis, Nile, Noctiferia, Pain, Paradise Lost, Purify, Sabaton, Sanctuary, Septicflesh, Sin Deadly Sin, Sodom, Steelwing, Testament, Trollfest, Vicious Rumors, Warbringer, Wisdom, ArseA

### 2013 (21.–28. Juli) in Tolmin
4Arm, Acid Death, Agan, Alestorm, Anaal Nathrakh, Annihilator, Arkona, ArseA, Attick Demons, Aura Noir, Avicularia, Benediction, Blaakyum, Bleed from Within, Bliksem, Bloodshot Dawn, Blynd, Brutal Truth, Calderah, Calling of Lorme, Candlemass, Chained Pistons, Chronosphere, Cold Snap, Coma, Cripper, Dark Salvation, Darkest Horizon, Dickless Tracy, Drakum, Dying Fetus, Emergency Gate, Ensiferum, Enslaved, Eternal Deformity, Exhumed, Extreme Smoke 57, EyeHateGod, From the Depth, Gloryhammer, Gonoba, Graveworm, Hammercult, Herfst, Hypocrisy, Iced Earth, Ihsahn, Imperium, In Flames, Incinery, Inverted Pussyfix, Karlahan, Karnak, King Diamond, Kissin’ Dynamite, Last Day Here, Legion of the Damned, Leprous, Lock Up, Mayhem, Meshuggah, Meta-stasis, Metal Church, Mouth of the Architect, Mustasch, Mystery, Nemesis My Enemy, Neurotech, Nightmare , Nya, Onslaught, Orange Goblin, Otargos, Overkill, Parasol Caravan, Pentagram, Pet the Preacher, Phantasmagoria, Powerwolf, Primordial, Ravenblood, Rest in Fear, Rising Dream, Sabbath Judas Sabbath, Samael, Shining, Soilwork, Sólstafir, Sonata Arctica, Space Unicorn on Fire, Spitfire, Steel Engraved, Stormcast, Subway to Sally, Svart Crown, Taake, The Canyon Observer, The Loudest Silence, The Rotted, Torche, Tsjuder, Turisas, Under the Abyss, Unleashed, Vallorch, Vicious Rumors, Wintersun, Within Destruction

### 2014 (20.–20. Juli) in Tolmin
Abinchova, Aborted, African Corpse, Alcest, Alogia, Alpha Tiger, Amorphis, Armaroth, Artillery, As It Comes, Asphyx, Benighted, Black Diamond, Borknagar, Brutality Will Prevail, Chain of Dogs, Children of Bodom, Condemnatio Cristi, Cripper, Cruel Humanity, Darkfall, Dead Territory, Deadend in Venice, Downfall of Gaia, Drakum, Duirvir, Fallen Utopia, From the Depth, Ghost Brigade, Gold, Grave, Havok, Heaven Shall Burn, Helslave, Immolation, In Solitude, Inciter, Inquisition, Kadavar, Lord Shades, Manilla Road, Megadeth, Mephistophelian, Metalsteel, Moonsorrow, My Dying Bride, Nocturnal Depression, Obituary, Opeth, Possessed, Prong, Pyrexia, Rest in Fear, Rising Storm, Roxin Palace, Sabaton, Saltatio Mortis, Sapiency, Satyricon, Scarab, Skelfir, Soen, Space Unicorn on Fire, Suffocation, Tiamat, Torture Pit, Total Annihilation, Turning Golem, Vader, Valient Thorr, Vanderbuyst, Volbeat, Weeping Silence, Within Destruction, Zanthropya Ex, Zaria

### 2015 (19.–25. Juli) in Tolmin
Accept, Altair, Anvil, Arch Enemy, Avatar, Behemoth, Black Label Society, Blues Pills, Cannibal Corpse, Carcass, Carnifex, Crowbar, Deadlock, Death Angel, Demonic Resurrection, Devin Townsend Project, Diablo Blvd, Dr. Living Dead!, Dream Theater, Eluveitie, Emil Bulls, Fear Factory, Hardcore Superstar, Hatebreed, Kataklysm, Krokodil, Manntra, Mephistophelian, Moonspell, Nuclear Chaos, Panikk, Profane Omen, Queensryche, Rest in Fear, Saxon, Sepultura, Skindred, Slomind, Suicide Silence, The Devil, Total Annihilation, Unearth, Vreid, Abandon Hope, Adam Bomb, Aeons Confer, Athropofago, Archgoat, Audrey Horne, Betraying the Martyrs, Blitzkrieg, Blutmond, Broken Mirrors, Chronic Hate, Conorach, Consecration, Daedric Tales, Dark Fortress, Desolate Fields, Dickless Tracy, DIS.AGREE, Divided Multitude, Emergency Gate, Eruption, ETECC, Ever-Frost, Flesh, Hirax, Infestus, Kampfar, Klamm, Kryn, M.A.I.M., Malevolence, Mass Hypnosis, Minotauro, Mist, Mooncry, Morana, Ne Obliviscaris, Nervosa, Noctiferia, Paragoria, Psykosis, Reek of Insanity, Rotting Christ, Sacred Steel, Schirenc plays Pungent Stench, SiliuS, Striker, Suborned, Sunchair, The Black Dahlia Murder, TomCat, Toxic Holocaust, War-Head, Year of No Light, Zombie Rodeo

### 2016 (24.–30. Juli) in Tolmin
At the Gates, Blind Guardian, Testament, Between the Buried and Me, Cattle Decapitation, Dark Funeral, Delain, Die Apokalyptischen Reiter, Dragonforce, Dying Fetus, Electric Wizard, Exodus, Gloryhammer, Graveyard, Immolation, Incantation, Marduk, Melechesh, Obscura, Skálmöld, Skindred, Bury Tomorrow, Gama Bomb, Gutalax, Horna, Jess Cox (Tygers of Pan Tang), Monolithe, Orphaned Land, Rise of the Northstar, Rosetta, Septicflesh, Skyforger, The Stone, Valkyrja, Cryptex, Dead Label, Dirge, Double Crush Syndrome, Drakum, Gloryful, Hackneyed, Infernal Tenebra, Larceny, Little Dead Bertha, Nameless Day Ritual, Nightmare, Obscurity, Painful, Penitenziagite, Sarcasm, The Canyon Observer, Victims of Creation, Weeping Silence, Blaze of Sorrow, Dead End, Deserted Fear, Elferya, Enthrope, Eruption, Fleshdoll, Fogalord, Halo Creation, Howling in the Fog, Jioda, Kain, Layment, Mist, MoranaMorana, Morywa, Mynded, Na Cruithne, Nemost, Nolentia, Retrace My Fragments, Sabaium, Sanity’s Rage, Sarcom, Scarred, Seduced, Zix, Bloodrocuted.

### 2017 (23.–29. Juli) in Tolmin
Abbath, Absu, Amon Amarth, Angelus Apatrida, Architects, Aversions Crown, Avven, Battlesword, Batushka, Beheaded, Bloodbath, Blues Pills, Bömbers, Burn Fuse, Cancer, Carnage Calligraphy, Carrion, Chontaraz, Crisix, Dead End, Death Angel, Dool, Dordeduh, Doro, Ebony Archways, Equilibrium, Evil Invaders, Fallen Tyrant, Fir Bolg, Firespawn, Firtan, Fit for an Autopsy, For I Am King, Fractal Universe, Grand Magus, Grave Digger, Greybeards, Grime, Gust, Gutalax, Heaven Shall Burn, Hell, Hellcrawler, Iced Earth, Immorgon, Implore, In the Crossfire, Infected Chaos, Kadavar, Katana, Katatonia, Kobra and the Lotus, Krisiun, Lik, Loathe, Lost Society, Loudness, Lacabre, Marilyn Manson, Mgła, Moros, Morywa, Mynded, Myriad Lights, Na Cruithne, Nemost, Nord, Novacrow, Omophagia, Opeth, Ortega, Overtures, Pain, Pain Is, Pantaleon, Persefone, Pijn, Pikes Edge, Rapid Force, Raven, Rectal Smegma, Reverend Hound, Sanctuary, Sasquatch, Selfmachine, Seven Spires, Shining, Shotdown, Sinister, Sleepers' Guilt, Snake Eater, Sober a Sault, Sólstafir, Spasm, Srd, Stortregn, Suicidal Angels, Tears of Martyr, The Black Court, The Crawling, The Foreshadowing, The Great Discord, Transceatla, Triosphere, Turbowarrior of Steel, Tyrmfar, Tytus, Vasectomy, Venom Inc., Vexevoid, Visions of Atlantis, Warbringer, Whorion, Witchfynde, Zayn

### 2018 (22.–28. Juli) in Tolmin
1000mods, A Serenade to Kill, Accept, Alestorm, Alien Weaponry, Anakim, And There Will Be Blood, Any Given Day, Armahda, Asomvel, Asylum Pyre, Ater Era, Athiria, Attic, Battle Beast, Battlesword, Behemoth, Belphegor, Birdflesh, Black Reaper, Bleeding Gods, Black Star Riders, Bölzer, Brutart, Cannibal Corpse, Carnote, Carpathian Forest, Carrion, Chronosphere, Children of Bodom, Cold Snap, Copia, Coroner, Crown the Fallen, Darkened Nocturn Slaughtercult, Dawnless, Death Alley, Dekadent, Demonical, Diamond Head, Dreamspirit, Dust Bolt, Dying Gorgeous Lies, Evendim, Eluveitie, Ensiferum, Exist Immortal, Fearancy, Epica, Firtan, Forja, Girlschool, Goatwhore, Gruesome, GUT, Hangar 55, Harakiri for the Sky, Hate, Hatebreed, Heart Attack, Hecate Enthroned, Hexa Mera, Igorrr, Ingested, Jig-Ai, Jinjer, Judas Priest, Kataklysm, Judas Priest, Leprous, Lords of Black, Loudness, Malemort, Mantar, Master, Membrance, Monarch!, Monument, Moros, Morost, Municipal Waste, Myrkur, Nordjevel, Obituary, Omega Sun, Omophagia, Orcus O Dis, Oubliette, Pallbearer, Pictura Poesis, Pillorian, Primordial, Rage, Reject the Sickness, Rotten Sound, Saille, Sasquatch, Schammasch, Selvans, Shade Empire, Shining, Sinistro, Sisters of Suffocation, Skeletonwitch, Sleepers Guilt, Sober Assault, Sorcerer, Soulfly, Splinterbomb, Storm Seeker, Supreme Carnage, Ten Ton Slug, TesseracT, Turbowarrior of Steel, Tyrmfar, Vad, Valuk, Vasectomy, Victorius, Virvum, Voice of Ruin, Vuur, Warbeast Remains, Watain, Wiegedood, Winterhorde, Wömit Angel

### 2019 (21.–27. Juli) in Tolmin
Akercoke, Alien Weaponry, Alkaloid, Altair, Animae Silentes, Animals as Leaders, Philip H. Anselmo & The Illegals, Arcanus, Arch Enemy, Athiria, Atrexial, Architects, Autopsy Night, The Bearded Bastards, Bel O Kan, Big Bad Wolf, Bloodshot Dawn, Captain Morgan´s Revenge, Circle of Execution, Cliteater, Coexistence, Convictive, Countless Skies, Critical Mess, Dead Label, Dead Season, Decapitated, Decaying Days, Demons & Wizards, Desdemonia, Distruzione, Dimmu Borgir, Doctor Cyclops, Dopelord, Dornenreich, Dream Theater, Esodic, Fallen Arise, Fearancy, Finntroll, Fleshless, Gaahls Wyrd, Glista, God Is an Astronaut, Heart of a Coward, Heathenspawn, Hellavista, Helstar, Hexa Mera, Hour of Penance, Hydra, Hypocrisy, Immortal Shadow, Impaled Nazarene, In the Woods…, Incursed, Infected Rain, Infinitas, Intervals, Islay, Kairos, Kalmah, Klynt, Korpiklaani, Kvelertak, Leave Scars, Leeched, Liquid Graveyard, Lucifer, Lurking, Molybaron, Moonskin, Morost, Necrophonic, Neurosis, Noctiferia, Nox Vorago, Obsolete Incarnation, October Tide, Orcus O Dis, The Privateer, Procreation, Pyroxene, Reject the Sickness, Richthammer, Rise of the Northstar, Rolo Tomassi, The Ruins of Beverast, Saturnus, Scardust, Shade of Hatred, Signs of Algorithm, Siska, Skeletal Remains, Slave Pit, Soilwork, Stoned Jesus, Supreme Carnage, Svart Crown, Swarm of Serpents, Tarja, Teleport, Ten Ton Slug, Theory, Tiamat, Tribulation, Une Misère, Unhuman Insurrection, The Vintage Caravan, Voice of Ruin, W.E.B., While She Sleeps, Winterhorde

### 2020 (26. Juli–1. August) in Tolmin
Das Festival wurde auf Grund der COVID-19-Pandemie abgesagt. Geplant waren die Auftritte folgender Bands:
1914, Amon Amarth, Anthrax, As I Lay Dying, Asphyx, At the Gates, Benediction, Beyond Creation, Cattle Decapitation, Clutch, Convictive, Cypecore, Dark Fortress, Decaying Days, Desaster, Despised Icon, Devin Townsend, Eternal Delyria, Green Carnation, Havok, Jinjer, Katla, Malevolent Creation, MØL, Napalm Death, Oceans of Slumber, Orbit Culture, Paradise Lost, Philip H. Anselmo & The Illegals, Razor, Rome, Rotting Christ, Signs of Algorithm, Testament, The Privateer, Voices, Vulture Industries, Warkings, Wolves in the Throne Room, Wormrot, Year of the Goat

### 2021 (29. Juli–1. August) in Tolmin
Das Festival, das großteils unverändert mit dem für 2020 geplanten Lineup hätte stattfinden sollen, wurde im Mai 2021 abgesagt. Wegen inzwischen gelockerter COVID-19-Schutzbestimmungen wurde im Juni die Durchführung einer verkleinerten Ausgabe des Festivals unter dem Namen Weekend of Solace angekündigt. Es traten folgende Bands auf:
Moonspell, Igorrr, Decapitated, SkyEye, Noctiferia, Metalsteel, SRD, Brutal Sphincter, Manntra, Mist, Morost, Inmate

### 2022 (24.–30. Juli) in Tolmin
Amenra, Angelus Apatrida, Bound to Prevail, Britof, Brutal Sphincter, Cabal, Carnal Diafragma, Carnation, Celeste, Chains, Cold Snap, Convictive, Countless Skies, Cypecore, Darkfall, Darvaza, Deathchant, Death Angel, Decapitated, Deez Nuts, The Devil’s Trade, Doodseskader, Eternal Delyria, Evoken, Fleshcrawl, The Great Old Ones, Groza, Gutalax, The Halo Effect, Hangman’s Chair, Hegemone, Incantation, Incursed, Inmate, In Twilight’s Embrace, Jinjer, Manntra, Mercyful Fate, Meshuggah, Metalsteel, Mist, Moonspell, Morost, Nanowar of Steel, Noctiferia, Orange Goblin, Panzerfaust, Party Cannon, Pilgrimage, The Privateer, James Rivera’s Metal Asylum, Rotting Christ, Saor, Shores of Null, Siderean, Signs of Algorithm, Sick of It All, Skindred, Skyeye, SRD, Stallion, Stam1na, Striker, Suffocation, Sylvaine, Testament, Unearth, Truchlo Strzygi, Uada, Visions of Atlantis, Voices, Vulture Industries, Whiskey Ritual, Year of the Goat

### 2023 (31. Juli–4. August) in Velenje
Der letzte Tag des Festivals musste wegen starken Regenfällen abgesagt werden.
Abbath, The Agonist, Archspire, At the Gates, Beartooth, Beyond God, Biohazard, Blackout, Blód, Brand of Sacrifice, Bullet for My Valentine, Carcass, Carthagods, Chemside, Cro-Mags, Cryptosis, Dear mother, Destruction, Dethrone the Corrupted, Eleine, Element, Extreme Smoke 57, Fit for an Autopsy, Goragorja, Graphic Nature, Heaven Shall Burn, Helloween, Heian, Here Comes the Kraken, Hierophant, In Flames, In Heaven, Kadavar, Kaoz, Kataklysm, Keep of Kalessin, Kreator, Lizzard, Marduk, Mass Hysteria, Messa, Moshead, Napalm Death, Okl’s Fuitloops, Orbit Culture, Paradise Lost, The Raven Age, Russian Circles, Sacred Reich, Secret Sphere, Siderean, Sólstafir, Souls of Diotima, Spirit Mother, Stillbirth, Terror, Thundermother, Unto Others, Urne, The Voynich Code, Wolfheart